# Wahlen zum Repräsentantenhaus der Vereinigten Staaten 1912
Bei den Wahlen zum Repräsentantenhaus der Vereinigten Staaten 1912 wurden am 5. November 1912 die Abgeordneten des Repräsentantenhauses gewählt. In den Staaten Maine und Vermont fanden die Wahlen bereits im September statt. Die Wahlen waren Teil der allgemeinen Wahlen zum 63. Kongress der Vereinigten Staaten in jenem Jahr, bei denen auch ein Drittel der US-Senatoren gewählt wurden. Gleichzeitig fand auch die Präsidentschaftswahl des Jahres 1912 statt, die der Demokrat Woodrow Wilson gewann.
Zu dieser Zeit bestanden die Vereinigten Staaten aus 48 Bundesstaaten, (New Mexico und Arizona waren inzwischen neu hinzugekommen). Es waren 435 Abgeordnete zu wählen, was bis heute gültig ist. Die Sitzverteilung basierte auf der Volkszählung von 1910.
Bei der Wahl konnten die Demokraten ihren bereits zwei Jahre zuvor gestarteten Siegeszug fortsetzen. Sie gewannen weitere 61 Sitze hinzu und erreichten mit 291 Mandaten eine knappe Zweidrittelmehrheit. Auf der anderen Seite mussten die Republikaner trotz der Anhebung der Anzahl der Mandate im Repräsentantenhaus 28 Sitze abgeben. Die Progressive Party von Ex-Präsident Theodore Roosevelt kam auf 9 Sitze. Der Hauptgrund für das Wahlergebnis lag, wie bereits 1910, in der inneren Zersplitterung der Republikaner, mit einem progressiven und einem konservativen Flügel. Präsident William Howard Taft, der dem konservativen Flügel angehörte, schaffte es nicht, zwischen den beiden Lagern zu vermitteln. Der progressive Flügel wurde vom ehemaligen Präsidenten Theodore Roosevelt angeführt. Nachdem Roosevelt 1912 auf der Republican National Convention nicht wie erhofft zum Präsidentschaftskandidaten nominiert wurde, gründete er die Progressive Party, die ihn zu ihrem Präsidentschaftskandidaten nominierte und ihrerseits auch Kandidaten für andere politische Gremien, darunter auch für das Repräsentantenhaus, aufstellte. Damit war die Republikanische Partei in zwei Parteien gespalten. Darüber hinaus gab es bei den Republikanern auch noch Korruptionsgerüchte. Von diesen Entwicklungen profitierten die Demokraten auf der ganzen Linie. Sie gewannen mit Woodrow Wilson die Präsidentschaftswahl und sicherten sich die Mehrheit in beiden Kammern des Kongresses.
Wahlberechtigt und wählbar waren nur Männer. Frauen waren noch bis 1920 auf Bundesebene von Wahlen ausgeschlossen. Vor allem in den Südstaaten war das Wahlrecht durch Gesetze eingeschränkt, die das Wahlrecht an ein bestimmtes Steueraufkommen knüpften. Dadurch wurden ärmere Weiße, vor allem aber viele Afro-Amerikaner vom Wahlrecht ausgeschlossen.

## Wahlergebnis
- Demokratische Partei 291 (230) Sitze
- Republikanische Partei 134 (162) Sitze
- Progressive Party: 9 (0) Sitze
- Sonstige: 1 (2) Sitze

Gesamt: 435 (394)
In Klammern sind die Ergebnisse der letzten Wahl zwei Jahre zuvor. Veränderungen im Verlauf der Legislaturperiode, die nicht die Wahlen an sich betreffen, sind bei diesen Zahlen nicht berücksichtigt, werden aber im Artikel über den 63. Kongress im Abschnitt über die Mitglieder des Repräsentantenhauses bei den entsprechenden Namen der Abgeordneten vermerkt. Das Gleiche gilt für Wahlen in Staaten, die erst nach dem Beginn der Legislaturperiode der Union beitraten. Daher kommt es in den Quellen gelegentlich zu unterschiedlichen Angaben, da manchmal Veränderungen während der Legislaturperiode in die Zahlen eingearbeitet wurden und manchmal nicht.